# 外叶隙蛛
外叶隙蛛（学名：Coelotes exitialis）为暗蛛科隙蛛属的动物。分布于日本、朝鲜以及中国大陆的陕西等地。该物种的模式产地在日本。